# Josef Smrkovský
Josef Smrkovský (26. února 1911 Velenka – 15. ledna 1974 Praha) byl československý politik a funkcionář KSČ během pražského jara 1968, kdy zastával funkci předsedy Národního shromáždění ČSSR.

## Mládí
Josef Smrkovský se narodil 26. února 1911 v obci Velenka u Českého Brodu. Jeho otcem byl tamní malorolník, hospodařící na dvou hektarech půdy, se kterými jen těžce živil svou rozsáhlou rodinu. Ta byla velice početná, jelikož u Smrkovských bylo hned osm dětí. Smrkovského dětství ovlivnila první světová válka, ve které přišel o jednoho ze šesti bratrů (další z bratrů Smrkovských zemřel jako dobrovolník během španělské občanské války). V následně nově vzniklé republice navštěvoval obecnou školu ve Velence a později měšťanku v nedalekém Bříství. Potom nastoupil na pekařské učení. Již v této době se ukázala Smrkovského bystrost a všímavost k sociálním protikladům a nerovnostem. Tyto rané poznatky později utvořily jeho politické profilování a myšlení. To se projevilo poměrně záhy, když v roce 1929 vstoupil do Komsomolu (Komunistický svaz mládeže). V následujících letech se dále angažoval v Komunistickém svazu mládeže. Již od roku 1931 totiž vykonával funkci tajemníka pro mládež Rudých odborů v Praze. Roku 1933 poté vstoupil do KSČ, kde začal plnit své stranické úkoly. V letech 1933–1935 byl pověřen jako tajemník Komunistického svazu mládeže pro Prahu a svou předválečnou politickou kariéru ukončil v Brně jako krajský tajemník KSČ v letech 1937–1938. Jeho politickou kariéru přerušily události druhé světové války, na jejímž počátku také Smrkovskému zemřel otec.

## Nacistická okupace

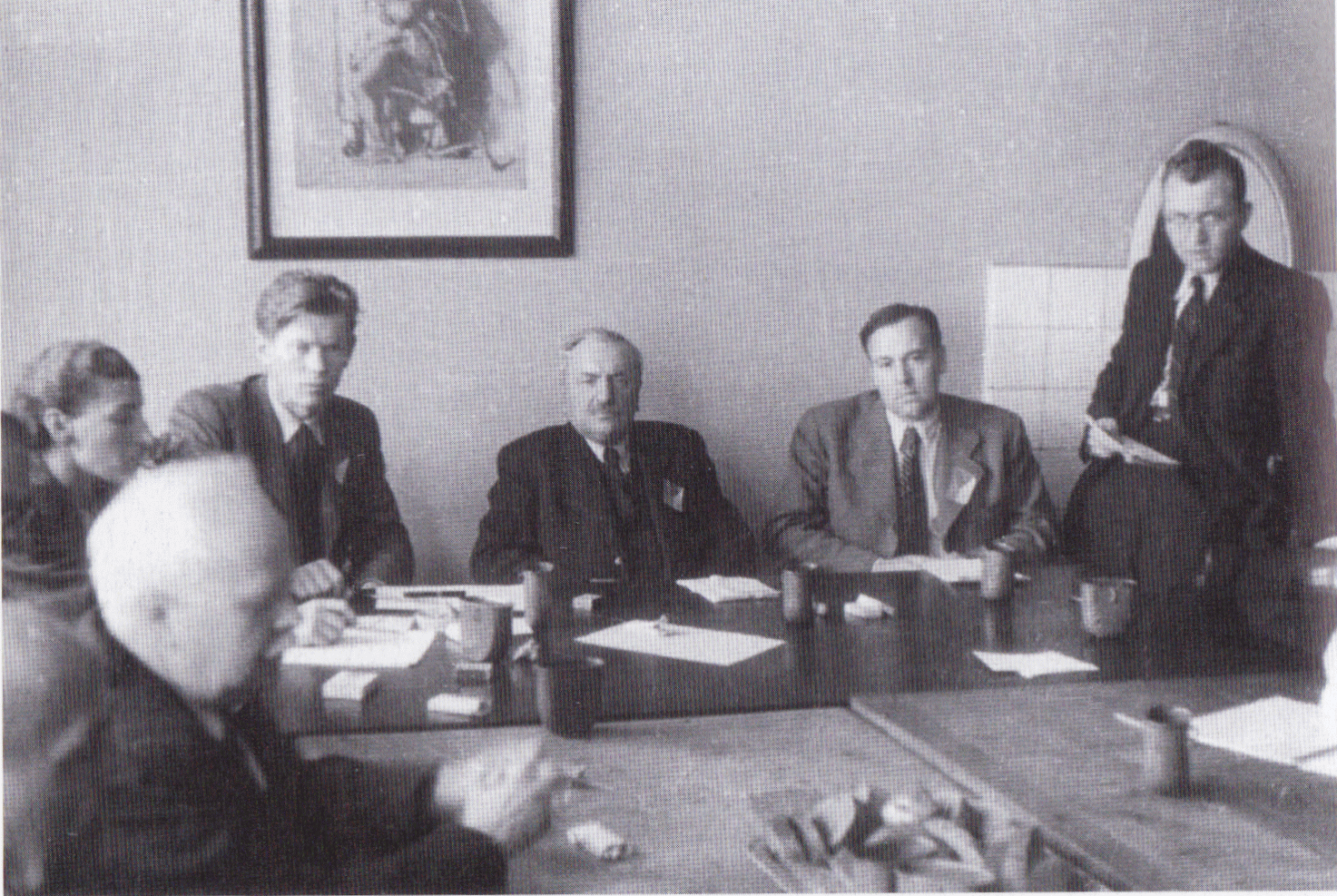
ČNR na jednání během Pražského květnového povstání 1945. Zleva doprava (bez titulů a hodností): Augusta Machoňová-Müllerová, Zdeněk Wirth, Josef Smrkovský, Albert Pražák, Josef Cyril Kotrlý, Jaromír Nechanský.

Během německé okupace se angažoval v domácím odboji, kde používal krycí jméno Vrba. Komunisté do roku 1941 odmítali spolupracovat s nekomunistickými odbojovými skupinami, ale když pak Německá říše napadla Sovětský svaz, znamenalo to v očích odbojářů novou naději a znovu vzkříšenou víru ve slovanskou vzájemnost a vítězství Sovětů nad Hitlerem.
Smrkovský byl členem levicové organizace Předvoj, která vydávala nezákonně Rudé právo.[zdroj?] Podílel se na vybudování ústředního výboru mládeže, který měl navázat na tradice Komsomolu, Svazu mladých a Národního hnutí pracující mládeže a ochránit mladé před germanizací upevněním její sebedůvěry a morálky.[zdroj?] V letech 1944 - 1945 byl členem IV. prozatímního ilegálního vedení KSČ. Jeho manželka Katrin (vlastním jménem Božena) byla deportována do koncentračního tábora Ravensbrück, kde se po vzoru manžela přidala do táborového odboje. S manželkou měl později dvě dcery, Kateřinu a Zdenu.
V únoru 1945 se stal místopředsedou vrcholného orgánu odboje, České národní rady (ČNR), a měl v ní fakticky hlavní slovo. ČNR sloužila jako zástupce košické vlády a byla zplnomocněná Londýnem.[zdroj?] Smrkovský zde prosazoval komunistické ideje, mezi nimiž bylo například osvobození Prahy vojsky Rudé armády. Bránil tomu, aby Prahu osvobodila Armáda Spojených států amerických, neboť by tak na USA bylo nahlíženo jako na osvoboditele a způsobilo by to "značný politický přesun ve prospěch buržoazie". Také odmítl při povstání pomoc Vlasovců, bývalých sovětských vojáků, kteří ať už dobrovolně (neměli rádi Stalina) nebo z donucení bojovali na straně nacistů proti Stalinovi a touto nabídkou si chtěli zajistit protiněmecké alibi před postupující Rudou armádou. Smrkovský je nazval zrádci své vlasti, německými žoldnéři a nepřáteli. Podle publicisty Karla Pacnera odmítáním pomoci Američanů a vlasovců způsobil Smrkovský zbytečné prodloužení bojů o nejméně dva dny, a značné ztráty na životech.
8. května v 16 hodin podepsal jako jeden členů ČNR smlouvu o kapitulaci a následném volném odchodu Němců (Protokol o provedení formy kapitulace německých branných sil v Praze a okolí“), která sice zabránila krveprolití, ovšem jeho straníkům se nelíbila a byla tvrdě kritizována Sověty, kteří tvrdili, že tím byl porušen Akt bezpodmínečné kapitulace podepsaný 7. května 1945 v Remeši. Sověti si byli vědomi, že Němci dávají přednost americkému zajetí před sovětským, a zároveň tím byli zbaveni role hrdinských osvoboditelů, bojujících o každou ulici ve městě.[zdroj?]

## Rané poválečné období
11. května 1945 vznikl z ČNR Zemský národní výbor a Smrkovský se stal jeho předsedou. Téhož dne sdělily sovětské orgány předsedovi vlády Fierlingerovi, že nemají k bývalým členům ČNR důvěru, a požadovali jejich potrestání včetně Smrkovského. 31. května tyto požadavky ústy sovětského velvyslance Valeriana Zorina zopakovali a ještě vystupňovali. Vláda nátlaku Sovětů vyhověla a doporučila Smrkovského odvolat ze Zemského národního výboru. Stalo se tak 7. června 1945.
V letech 1945–1951 působil jako člen ÚV KSČ, od roku 1946 byl navíc i poslanec Národního shromáždění. Určitého odpuštění za smlouvu s nacisty se mu dostalo za velice úspěšné řízení Lidových milic jakožto zástupce velitele během únorového převratu (během 50. let byl z dobových záznamů vymazán). Za nové vlády byl jmenován náměstkem ministra zemědělství a ředitelem Československých státních statků.

## Perzekuce
V roce 1951 byl Josef Smrkovský zatčen za podezření z činnosti proti tehdejšímu generálnímu tajemníkovi KSČ Rudolfu Slánskému. Po zatčení samotného Rudolfa Slánského byl však v rozporu s předchozím průběhem vyšetřování Smrkovský obviněn ze spolupráce s protistátním spikleneckým centrem Rudolfa Slánského. Z tohoto postupu lze vyčíst, že trestná činnost byla vykonstruována podle potřeb vyšetřování. Za spiklence jej označil Otto Šling, vedoucí tajemník krajského výboru KSČ v Brně. Šlingova výpověď byla vynucena násilím a sloužila jako podklad k zatčení a obvinění několika dalších funkcionářů. Podle obvinění měl Smrkovský zneužít svoji funkci generálního ředitele Československých státních statků. Smrkovský nebyl přímo součástí procesu se Slánským, byl souzen individuálně. Z výpovědi vyšetřovatele StB Bohumila Doubka vyplývá, že při výsleších byl Josef Smrkovský podroben křiku, temnici, hladu i fyzickému násilí. Josef Smrkovský se přesto nikdy nepřiznal. Ačkoliv nebyly nalezeny žádné důkazy spojující osobu Smrkovského s údajnou trestnou činností, na základě vykonstruovaných materiálů byl odsouzen za vlastizradu a sabotáž k dlouhodobému odnětí svobody na 15 let. Trest si odpykával v Leopoldově, kde se znovu setkal s dalšími signatáři kapitulačního protokolu z května 1945 - československým generálem Karlem Kutlvašrem a německým generálem Rudolfem Toussaintem. V říjnu 1955 mu byl na základě revize procesu trest změněn na tři a půl roku a krátce nato došlo k jeho propuštění. To bylo výsledkem činnosti Vyšetřovací komise ÚV KSČ pro revizi politických procesů, v jejímž čele stál Rudolf Barák.[zdroj?]

## Působení v JZD
Propuštění však neznamenalo rehabilitaci, ani prohlášení o nevině. Jejím podnětem bylo uznání nevhodnosti některých metod použitých v průběhu procesu. Po propuštění Smrkovskému též nebylo obnoveno členství v KSČ (to mu bylo vráceno až v roce 1963). Téměř hned po propuštění v roce 1955 Smrkovský odešel na Českolipsko a v JZD v Pavlovicích u Dubé využil své zkušenosti z působení na ministerstvu zemědělství. O rok později mu bylo nabídnuto místo předsedy JZD, které přijal. Jedním z jeho úspěchů bylo založení ovocných sadů, které nesou jeho jméno. Ze zaostalého podniku vytvořil ukázkové družstvo s moderními provozy, které bylo po sloučení s dalšími družstvy (Popelov a Újezd) jedním z největších v Československu s 80 členy a 630 hektary. Ruku v ruce s rozvojem zemědělského družstva se změnila i podoba samotné obce – Pavlovice dostaly řadu vymožeností jako např. dlážděné ulice, veřejné osvětlení nebo holičství a kadeřnictví. V roce 1961 se dokonce Pavlovice staly vzornou obcí roku. Tou dobou se poměry začaly uvolňovat, v roce 1963 byl Smrkovský plně rehabilitován a Českolipsko opustil.

## Rehabilitace a návrat do politiky

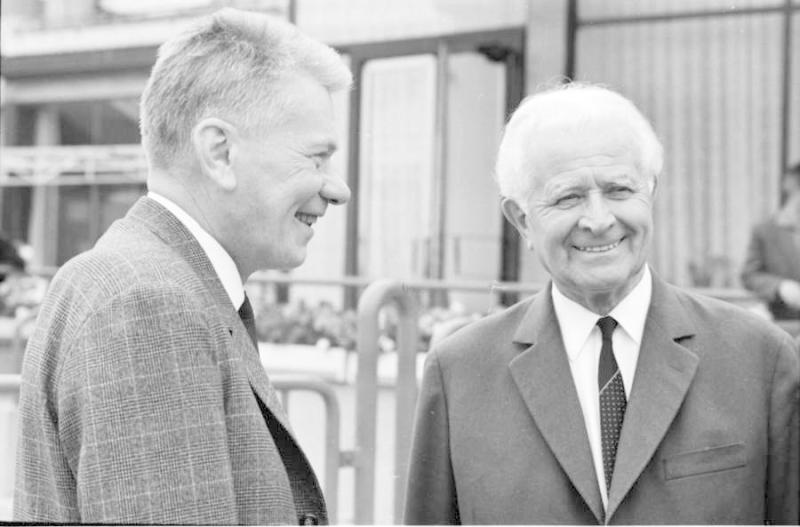
Josef Smrkovský (vlevo) a Ludvík Svoboda

Josef Smrkovský dlouho usiloval o svoji plnou rehabilitaci, kterou požadoval i za působení v České národní radě v době Pražského povstání. Právně, občansky i stranicky byl rehabilitován v roce 1963, což mu umožnilo postupný návrat do nejvyšších pater politiky. Rehabilitace proběhla na základě výsledků zkoumání revizní komise, která posuzovala procesy s komunistickými představiteli. Skupina národohospodářů, do které patřil i Josef Smrkovský, byla plně rehabilitována. Zpráva revizní komise byla zveřejněna v tištěných médiích 22. srpna 1963. Celkově bylo stranicky rehabilitováno mezi březnem 1963 a rokem 1967 427 členů KSČ. Ještě v roce 1963 Josef Smrkovský opustil své působiště v Pavlovicích a přesunul se do Prahy. Nejprve zastával funkci náměstka předsedy Ústřední komise lidové kontroly a statistiky na ministerstvu lidové kontroly. Na tomto postu setrval až do roku 1965. Další posun v politické kariéře však přišel již v roce 1964. Josef Smrkovský se po třinácti letech stal znovu poslancem Národního shromáždění. Zpočátku byl členem výboru pro plán a rozpočet. Josef Smrkovský si již od svého propuštění z vězení stěžoval na bolest nohou, v roce 1964 absolvoval pobyt ve Státním sanatoriu, kde prodělal důkladná vyšetření, na přesnou příčinu bolesti v nohách se však nepřišlo. Roku 1965 se stal předsedou Ústřední správy vodního hospodářství. V této době také využil možnosti svobodněji promluvit o svém působení v České národní radě. Ve svých projevech popsal, jak se z pozice místopředsedy ČNR snažil spolupracovat s vedením strany v Moskvě, a jak to bylo někdy obtížné. O rok později se konal XIII. sjezd KSČ, kde byl Josef Smrkovský zvolen do Ústředního výboru KSČ. Vzestup pokračoval i v roce 1967, kdy byl po reformě Ústřední správy vodního hospodářství jmenován ministrem lesního a vodního hospodářství ve vládě Jozefa Lenárta. Sám Josef Smrkovský rád používal přezdívku, kterou díky zastávání pozice ministra dostal, „ministr lesů, vod a strání“. Strmý restart Smrkovského kariéry pokračoval a vyvrcholil v roce 1968.

## Pražské jaro

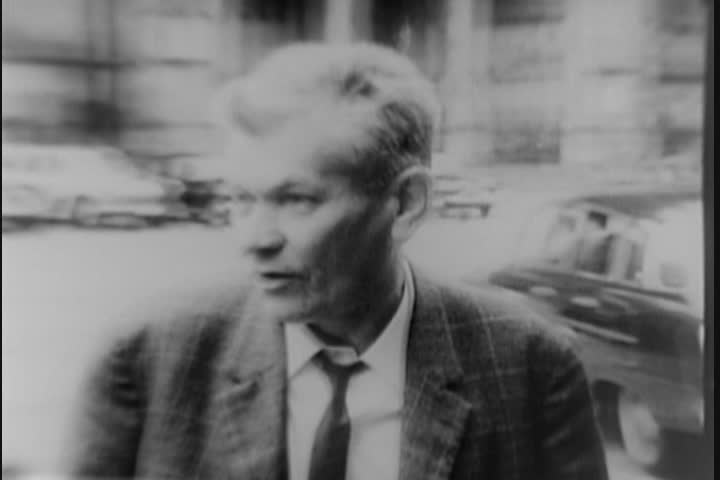
Josef Smrkovský komentuje události srpna 1968

Po šesti letech od své rehabilitace byl v dubnu 1968 Josef Smrkovský zvolen předsedou Národního shromáždění ČSSR, což byla zároveň jeho nejvyšší dosažená pozice. Jakožto důsledný zastánce reforem se stal jedním ze čtyř hlavních iniciátorů a propagátorů pražského jara společně s Ludvíkem Svobodou, Alexandrem Dubčekem a Oldřichem Černíkem. Mimo jiné se vyhradil vůči antisemitistiským prohlášením Josefa Jodase a dalších zasloužilých členů strany, které byly namířené proti Otovi Šikovi a dalším reformátorům komunistické strany. Když začala svobodomyslná nálada vzniklá po sesazení prezidenta Antonína Novotného narůstat na síle, panovaly snahy o navrácení kontroly jak mezi konzervativními straníky, mezi které patřil například Vasil Biľak, tak v reformátorském křídle, které propagovalo takzvaný socialismus s lidskou tváří, který omezil cenzuru a obecně uvolnil osobní svobodu občanů Československé republiky. Zatímco reformátoři byli rozpolceni mezi domácí popularitou a rostoucím tlakem z východu, požádala druhá skupina o pomoc Leonida Brežněva. Až hrozba invaze rozpoutala konflikt mezi progresivní a konzervativní částí strany. Reformní křídlo však nebylo po chuti sovětské vládě, a den po začátku invaze vojsk Varšavské smlouvy byl Smrkovský spolu s Dubčekem a dalšími reformátory unesen do Sovětského svazu, kde byl místo vyjednávání a vysvětlení situace v ČSSR donucen podepsat Moskevský protokol. Společně s ním jej podepsali všichni účastníci vyjednávání kromě Františka Kriegla, který byl v té době jedním z členů předsednictva ÚV KSČ. Po návratu do Prahy se neúspěšně pokusil o zamezení tomu, aby stalinistické křídlo KSČ převzalo vládu. Po nástupu Gustáva Husáka na post prvního tajemníka ÚV KSČ začal Smrkovský ztrácet vliv a nakonec byl v březnu roku 1970 vyloučen z KSČ.

## Politický pád a smrt

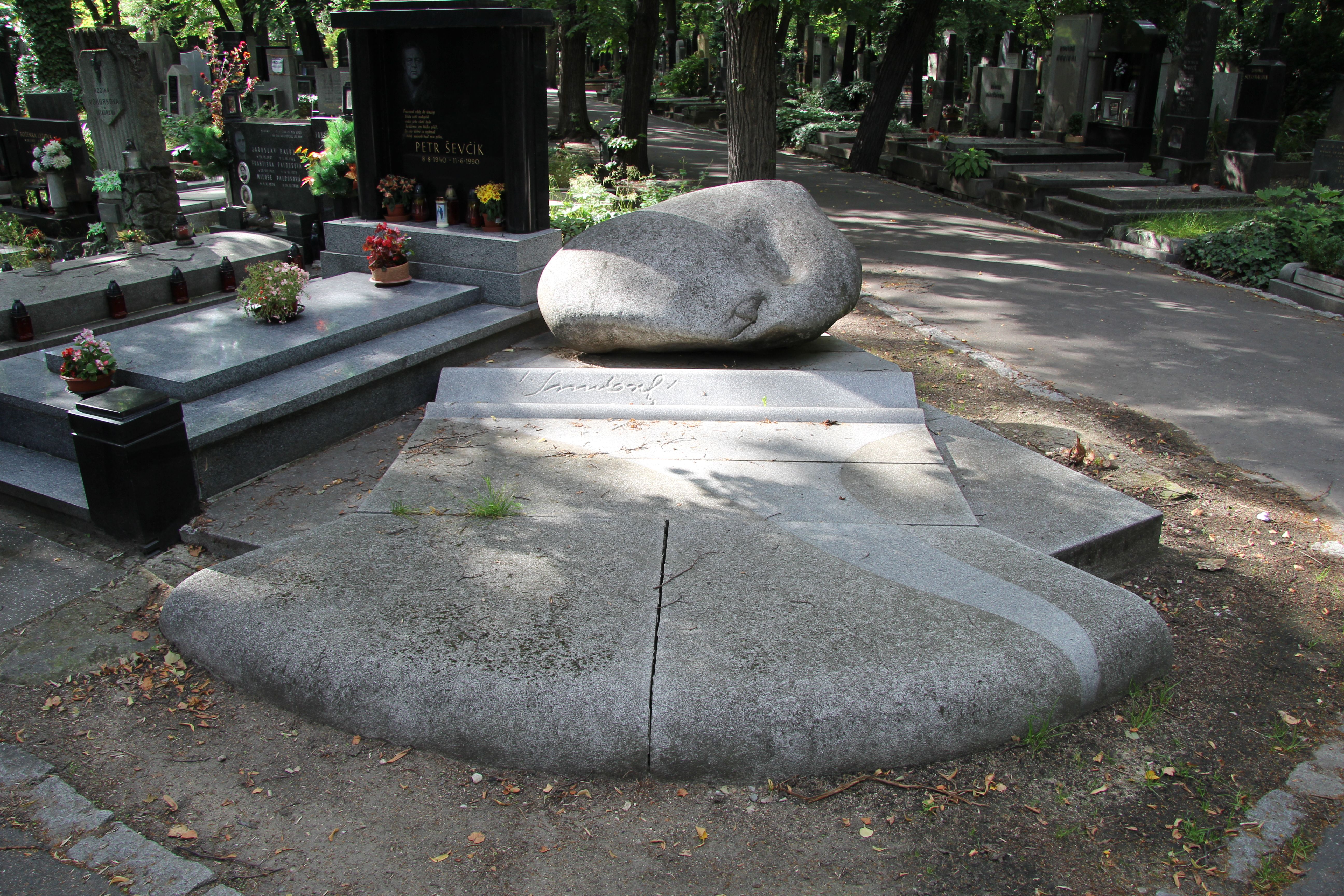
Hrob Josefa Smrkovského na Olšanských hřbitovech

Smrkovského politický pád započal prakticky ihned po srpnových událostech roku 1968. Nikdy se nesmířil s okupací vojsky Varšavské smlouvy a snažil se minimalizovat tlak konzervativního křídla vedeného G. Husákem. V řadách veřejnosti se Smrkovský těšil podpoře, ale ani tato skutečnost jej neuchránila před jeho politickou likvidací. V lednu 1969 byl sice zvolen poslancem a místopředsedou Federálního shromáždění, avšak již jen jako předseda Sněmovny lidu. Na podzim téhož roku byl pak definitivně zbaven všech politických funkcí, byl odposloucháván StB, vyhozen ze všech spolků a svazů, vojensky degradován. Byla proti němu vedena štvavá kampaň v normalizačním tisku a roku 1970 byl vyloučen z řad KSČ. V srpnu 1969 se u Smrkovského objevila ostrá bolest v oblasti levé kyčle, což bylo nejprve přisuzováno následkům vyslýchání v 50. letech. Radiologické vyšetření však odhalilo zhoubný nádor v oblasti levého kyčelního kloubu. Od jara 1970 byl léčen na pražské klinice prof. Jaroše, avšak jeho stav se nadále zhoršoval. Rok 1973 již nejčastěji trávil střídavými pobyty doma a v nemocnici. Josef Smrkovský zemřel v úterý 15. ledna 1974, v nedožitém věku třiašedesáti let. Veřejnost se o Smrkovského úmrtí neměla oficiálně dozvědět. Zakázán byl smuteční projev Františka Kriegla, avšak památku přišlo uctít na 1500 lidí. Urna s ostatky byla následně ukradena a nalezena ve vlaku v Českých Velenicích. Pozůstalým nebylo povoleno pohřbít urnu v Praze. To se uskutečnilo až roku 1990, kdy byly ostatky Josefa Smrkovského uloženy na Olšanských hřbitovech v Praze.